# Великие равнины
Вели́кие равни́ны (англ. Great Plains) — предгорное плато в США и Канаде, к востоку от Скалистых гор. Высота порядка 700—1800 м над уровнем моря. Длина около 3600 км, ширина от 500 до 800 км.

## Определение
Понятие «Великие равнины» применялось для описания североамериканского степного региона как минимум с середины XIX века. Ранее, после исследований З. Пайка и С. Лонга в первой четверти века, часть этого региона была известна как Великая американская пустыня (англ. Great American Desert), но данное название популярности не приобрело. Регулярное использование термина «Великие равнины» началось с 1930-х годов. В начале этого десятилетия термин подробно рассматривался в книге географа Н. Феннемана «Физическая география Западных Соединённых Штатов» (англ. Physiography of Western United States), где демонстрировались характерные отличия Великих равнин от соседних регионов. В декабре 1936 года термин фигурировал в названии доклада, представленного президенту США Ф. Д. Рузвельту — «Будущее Великих равнин» (англ. The Future of the Great Plains). С этого времени название региона фигурирует в учебниках географии наряду с такими названиями как «Новая Англия», «Средний Запад» и «Юг США».
Ключевыми характеристиками, позволяющими рассматривать Великие равнины как единое целое и отличать их от соседних регионов, являются ландшафт и климат. Это относительно плоский регион, без резких перепадов высот, покрытый преимущественно растительностью степного типа без крупных лесных массивов (узкие полосы леса существуют вдоль текущих через Великие равнины рек Миссури, Платт и Саскачеван). Вплоть до периода, когда развитая железнодорожная сеть позволила доставлять строительный лес из отдалённых мест, нехватка собственной древесины препятствовала развитию на Великих равнинах постоянных поселений. Регион отличает сравнительно низкий объём осадков — от более чем 30 дюймов (762 мм) в год в восточном Канзасе до менее чем 15 дюймов (381 мм) у подножия Скалистых гор. Ежегодные сухие периоды продолжительностью от 35 дней и больше характерны для всей территории Великих равнин, и их частота увеличивается по мере движения на запад. Время от времени регион подвержен более долгим засухам, катастрофически отражающимся на его населении; такие засухи имели место в 1890-е, 1930-е и 1950-е годы, а также ранее — например, в период между 1439 и 1468 годом, когда были заброшены сельскохозяйственные поселения культуры верховий реки Репабликан в центральной части равнин.

## География

Расположение на карте США

Великие равнины в той или иной степени занимают территорию 10 штатов США (Нью-Мексико, Техас, Оклахома, Колорадо, Канзас, Небраска, Вайоминг, Монтана, Северная Дакота и Южная Дакота) и 3 провинций Канады (Альберта, Манитоба и Саскачеван), а также Северо-Западных территорий (Канада). При этом «Энциклопедия Великих равнин» (2004) сообщает, что известны как минимум 50 разных определений территории Великих равнин. В частности, Британская энциклопедия сообщает, что в длину регион достигает 4800 км, а в ширину от 300 до 700 миль (500—1100 км), а Большая российская энциклопедия пишет о длине 3600 км и ширине от 500 до 800 км.
Западная граница региона проходит по подножию Скалистых гор (Североамериканских Кордильер) (эта граница наиболее чётко выражена в Альберте и Колорадо и размыта в Вайоминге, где Великие равнины поднимаются до высот 7000 футов (2100 м) над уровнем моря, и в Монтане, где в них вдаются Малые Скалистые горы). Южную границу региона обозначает река Рио-Гранде, южнее которой начинается уже не степь, а настоящая пустыня. В качестве северной границы региона «Энциклопедия Великих равнин» определяет так называемый «парковый пояс» — зону лесостепи в Альберте, Саскачеване и Манитобе, за которой начинается тайга, — включая её территорию в территорию Великих равнин. С другой стороны, согласно «Британской энциклопедии», Великие равнины доходят вплоть до побережья Северного Ледовитого океана на узкой полосе к западу от дельты реки Маккензи. По поводу восточной границы региона также существуют разногласия. Некоторые авторы проводят её строго по 98° з. д. или 100° з. д. Другие используют для её определения естественные ориентиры, расположенные несколько восточней 100-го меридиана: обращённые на восток уступы Балконс (на крайнем юге) и Миссури (на севере США), а также западную кромку Канадского щита, проходящую вдоль восточного берега реки Ред-Ривер, через озеро Виннипег и далее на северо-запад через озёра Атабаска, Большое Невольничье и Большое Медвежье. Ещё одна возможность — определение восточной границы региона по восточным границам штатов Канзас, Небраска, Южная и Северная Дакота, но в штатах Техас и Оклахома и провинции Манитоба она не совпадает с административными границами.
Топографически Великие равнины представляют собой предгорное плато, высота которого над уровнем моря понижается уступами с запада на восток — от 1500—1800 м у основания Скалистых гор до 500 футов (150 м) у восточной границы (с Центральными равнинами). Высоты понижаются также к северу, лишь незначительно отличаясь от уровня моря у побережья Северного Ледовитого океана. Водосборный бассейн американской части Великих равнин разделён между рекой Миссури и её притоками (в том числе Йеллоустон, Платт и Канзас) и текущими от Скалистых гор на восток по широким мелким долинам реками Рио-Гранде, Ред-Ривер и Арканзас. Канадскую часть бассейна в основном занимает система реки Саскачеван с притоками.
Реки, текущие со Скалистых гор, разделяют регион на ряд обособленных столовых плато: Ллано-Эстакадо и Эдуардс на юге, Высокие равнины и плато Миссури в центре и Альберта на севере. Между плато проходят денудационные выступы коренных пород: так, между плато Миссури и Высокими равнинами лежит уступ Пайн-Ридж почти 300-километровой длины и высотой 300 м. Некоторые плато, в частности Ллано-Эстакадо в западном Техасе и восточном Нью-Мексико, почти совершенно плоские. На других имеются невысокие поросшие лесом горы, такие как Блэк-Хилс в Южной Дакоте и хребты Бер-По, Биг-Сноуи и Джудит в Монтане, поднимающиеся на 500—700 м над окружающей равниной. Высшая точка Великих равнин — гора Харни-Пик в массиве Блэк-Хилс (2207 м над уровнем моря). Севернее 48-й параллели плейстоценовые оледенения оставили после себя холмисто-моренный ландшафт. В штате Небраска расположен участок площадью 50 тыс. км², покрытый дюнами высотой до 30 м, а на юго-западе Высоких равнин — денудационное понижение Колорадо-Пидмонт.
В ряде районов наблюдается эрозия горных пород (так называемые «плохие земли», «бедлендз»); это характерно для речных долин и прилегающих к ним участков плато, в особенности на юге плато Миссури — в долинах рек Малая Миссури, Йеллоустон и Уайт-Ривер. Сильное эрозионное расчленение и карстовые явления характерны для плато Эдуардс. Северо-восток региона и восток плато Миссури занимают плосковолнистые равнины, также расчленённые балками и оврагами.

## Геология и почвы
Геологически Великие равнины расположены над окраинной частью архейско-протерозойской Северо-Американской плиты. Кристаллические породы фундамента платформы залегают на глубине более 1000 м и покрыты позднейшими осадочными отложениями. На протяжении около полумиллиарда лет (в период с 570 до 70 миллионов лет назад) на месте современных внутренних регионов Североамериканского континента располагались мелководные моря, и за это время накопились толстые слои донных отложений — в основном толщиной от 1,5 до 3 километров, но местами больше. В этом слое выделяются верхнепалеозойские терригенные, карбонатные, на территории Западно-Техасского (Пермского) бассейна также соленосные породы и мезозойские мелководно-морские породы.
Около 70 млн лет назад вертикальное поднятие привело к тому, что покрытое толстыми слоями отложений морское дно оказалось на поверхности преимущественно в виде плоской равнины, но в отдельных местах, где подъём шёл быстрее, образовались горы — такие как Блэк-Хилс — и слой осадочных пород был прорван магматическими интрузиями. Продолжение тектонических процессов, вызвавших поднятие океанского дна, привело к формированию мягко волнистой поверхности с неглубокими впадинами и невысокими возвышенностями. Поверх океанских осадочных пород продолжали накапливаться дополнительные слои отложений. Континентальные отложения включают кайнозойские полого наклонно залегающие породы и рыхлые четвертичные наносы. На севере региона это в основном ледниковые и водно-ледниковые отложения, в том числе относящиеся к последней (висконсинской) ледниковой эпохе, а на востоке плато Миссури и северо-востоке Высоких равнин, где проходил фронт покровного ледника, сохранился толстый слой лёссовидных суглинков.
Великие равнины богаты полезными ископаемыми разного происхождения. Нефть и природный газ обнаружены в нефтегазоносных бассейнах — Пермском, Западном Внутреннем, Западно-Канадском, а также в восточной части бассейнов Скалистых гор. Вдоль западной границы Великих равнин в США и Канаде располагаются месторождения каменного угля, в бассейне Форт-Юнион (Северная Дакота) — бурого, на территории Канады — битуминозные пески. Золоторудный район Блэк-Хилс содержит, среди прочих, одно из крупнейших месторождений золота в США — Хоумстейк, в штатах Небраска и Вайоминг обнаружен уран. Имеются месторождения солей — галита, мирабилита, калийной соли, — а также каолина.
Преобладающие почвы в разных районах Великих равнин связаны с объёмом выпадающих осадков и естественной растительностью. В более влажных районах с высокой и густой травой сформировались глубокие чернозёмы с гумусовым горизонтом (в американской классификации почв известные как моллисоли). Чернозёмы встречаются также к северу от 51° с. ш. В местах с меньшим объёмом осадков почвы содержат меньше органики, светлее окрашены и не столь глубокие. В умеренном поясе почвы каштановые, на плато Альберта под лесостепью залегают серые лесные почвы, южнее реки Арканзас — коричневые и серо-коричневые пустынно-степные почвы. В большинстве случаев в нижних горизонтах почв аккумулируются карбонаты, переносимые туда инфильтрацией грунтовых вод. По мере того, как влажность снижается с востока на запад, снижается и концентрация карбонатов.

## Климат и живая природа

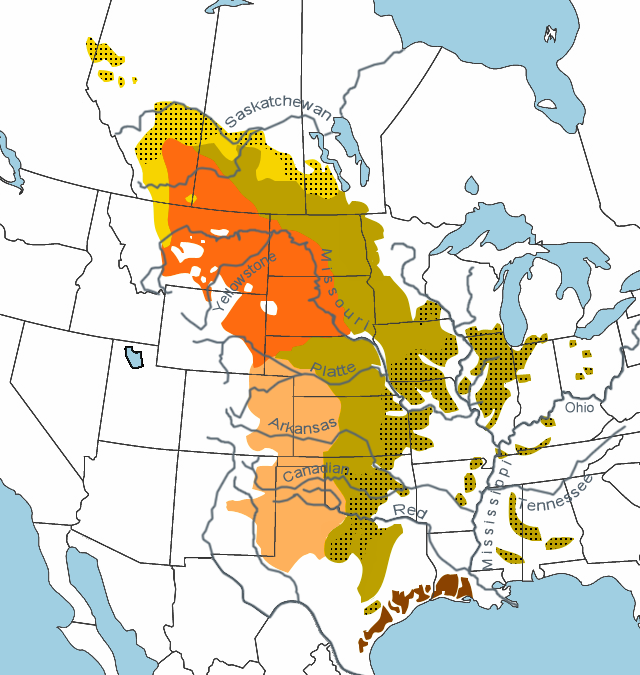
Прерии Северной Америки:
• Лесостепь или саванна

Климат в пределах равнин континентальный, умеренный в северной части и субтропический южнее долины реки Арканзас. Средние температуры января на севере региона −28 °C, на юге 12 °C, июля — 13 °C и 28 °C. Для зимы характерны резкие колебания температур, связанные с чинуками — тёплыми и сухими западными и юго-западными ветрами, дующими с восточного склона Скалистых гор и поднимающими температуру за короткое время на 17—22 °C. Вегетационный период на юге канадской части Великих равнин продолжается от 70 до 110 дней, в Техасе до 240 дней.
Влага, приносимая воздушными потоками с Тихого океана, задерживается на склонах Скалистых гор. В условиях, когда основным источником влаги в атмосфере выступает Мексиканский залив, годовой объём осадков наиболее высок поблизости от него и снижается к северу и к западу. Южная часть равнин получает от 380 до 640 мм осадков в год, северная от 300 до 380; на восточной границе Небраски выпадает 640 мм осадков, а на западной границе Монтаны меньше 300. К северу от американо-канадской границы выпадает от 250 до 500 мм осадков. Большая часть осадков выпадает летом, за исключением отдельных территорий на северо-западе. Зима малоснежная, летом перемежаются эпизодические ливни и долгие засушливые периоды с суховеями и пыльными бурями.
На большей части территории Великих равнин доминирует растительность сухих злаковых степей (пастбищные травы рода Bouteloa, бизонова трава (Buchloe dactyloides), триостренница, а также эфемероиды) — на востоке прерии с высоко- и среднетравьем, на западе травянисто-кустарничковая степь. На окраинах региона с травой соседствуют полукустарники и такие крупные растения как юкка, опунция, древовидная полынь, мескит (прозопис); на северо-востоке прерию сменяет типичная грамово-ковыльная степь. Значительная часть естественного травяного покрова, однако, в XXI веке вытеснена сельскохозяйственными посадками или уничтожена в результате перевыпаса скота.
Вдоль рек растут припойменные леса с преобладанием таких ксерофитов как клён ясенелистный и бальзамический тополь Populus angustifolia, в горных районах (Блэк-Хилс) преобладают хвойные породы, в особенности сосна жёлтая. На плато Альберта в северной части региона сформировалась мелколиственная лесостепь, далее на севере и северо-востоке переходящая в смешанные леса и тайгу.

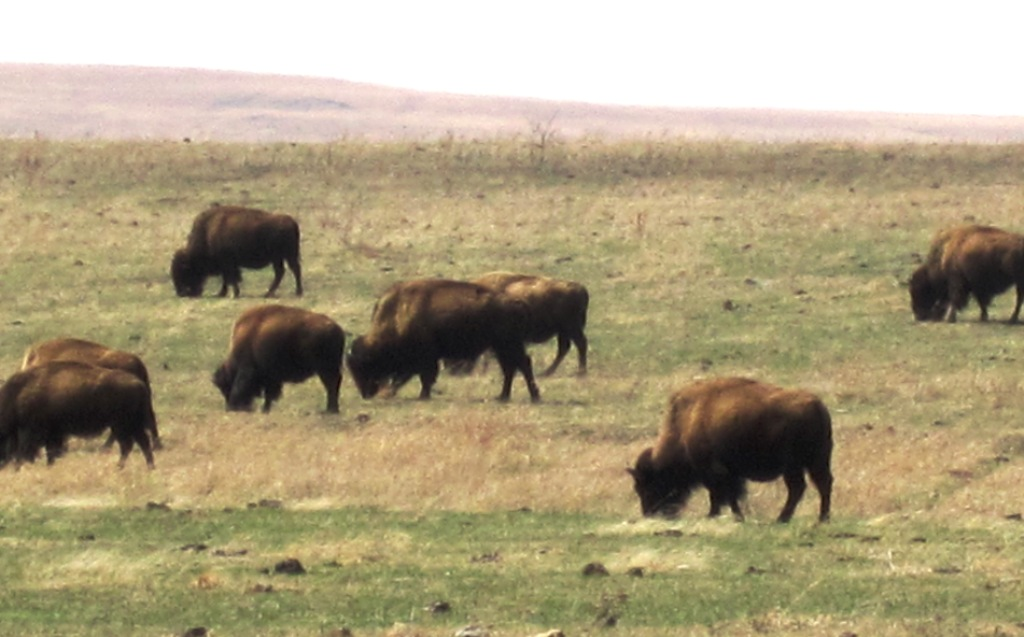
Бизоны в заповеднике в Оклахоме

До прихода в регион белых переселенцев на Великих равнинах обитали огромные стада бизонов и антилоп-вилорогов. Если бизоны были практически полностью уничтожены в результате охоты, то вилороги остаются многочисленными, приспособившись к изменениям среды обитания. Среди других обитателей прерий, успешно приспособившихся к их освоению человеком, койоты, луговые собачки, луговые тетерева и гремучники. Встречаются скунсы, дикобразы, черноногие хорьки, из грызунов — гоферы, суслики, бурундуки, из степных хищных птиц — гриф-индейка, мексиканский сокол и другие. На севере, где Великие равнины переходят в тайгу, обитают лоси, лесные северные олени, волки и канадские рыси.

## Население и экономика

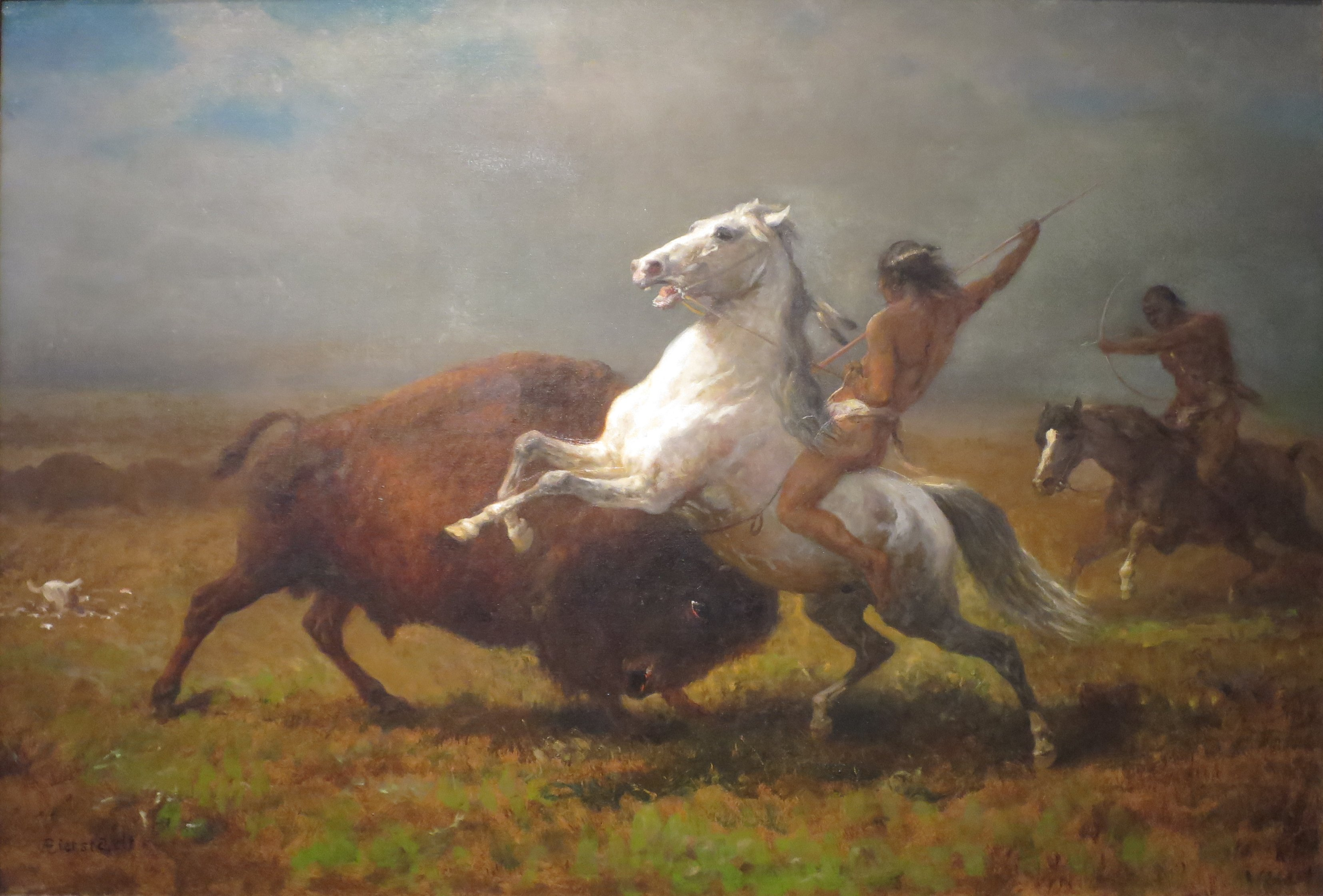
Альберт Бирштадт. Этюд к картине «Последний бизон» (1888)

Человек появился в степях Великих равнин около 12 тыс. лет назад, когда палеоиндейцы охотились в этом регионе на мастодонтов, мамонтов и бизонов. Впоследствии на Великих равнинах обитали индейские народы пауни и омаха. Специфика региона с его почти полным отсутствием собственных лесов сказалась на образе жизни этих племён, каждые несколько лет менявших место обитания после истощения локальных запасов древесины. Первые европейцы проникли на Великие равнины в первой половине XVI века, когда на этих землях в 1539—1541 годах побывала экспедиция Франсиско Васкеса де Коронадо.
До XVII века Великие равнины оставались малонаселёнными, но затем на них начали проникать испанские колонисты из Мексики, познакомившие местное население с лошадьми и домашними коровами. Освоение местными народами верховой езды привело к XIX веку к формированию развитой индейской культуры Великих равнин. В XVIII и начале XIX века бизоньи стада привлекли на равнины индейские племена лакота и кроу, а в 1820—1830-е годы началось переселение с территории восточных штатов вытесняемых оттуда племён, в частности, чероки. Эти народы конкурировали за место в прерии с ранее обитавшими там пауни и осейджами.
После Луизианской покупки Великие равнины привлекли к себе внимание в США. Вначале, с 1806 по 1820 год, различные части региона посетили несколько экспедиций, он также стал объектом интереса охотников за мехами. В середине XIX века начался приток на Великие равнины поселенцев из восточной части США, постепенно начавших вытеснять коренные народы и использовать землю под сельскохозяйственные нужды. Бизоньи стада практически исчезли к моменту завершения гражданской войны в США, и место бизонов заняли стада крупного рогатого скота из Техаса и других регионов. Поселенцы также по достоинству оценили пахотный потенциал богатых чернозёмов в восточной части равнин. Приток поселенцев усиливался по мере того, как регион пересекали железные дороги, связывавшие Великие равнины с большими городами (Виннипег, Миннеаполис, Чикаго и другие) и обеспечивавшие возможность бесперебойных перевозок больших объёмов зерна. Вдоль железных дорог возникало множество новых поселений, многие из которых позже были покинуты или сохранились только как место жительства обслуживающего персонала очередного элеватора; в одном только Канзасе насчитывается 6000 «городов-призраков». Коренные народы выселялись в резервации, в США в массовом порядке переселялись на Индейскую территорию (позже штат Оклахома), а на канадской стороне границы подписали отказ от своих земель в рамках серии договоров с правительством в 1871—1877 годах.
По мере того, как индейцы оттеснялись в резервации, к поселенцам с востока США и Канады присоединялись иммигранты из Европы, и к 1910 году иммигранты и их потомки в первом поколении составляли почти половину населения штатов Монтана, Вайоминг, Небраска, Канзас, Северная и Южная Дакота (в Дакотах доля иммигрантов и их детей в это время достигала 71 %). Среди иммигрантов преобладали выходцы из Великобритании и Скандинавии, а также немцы, многие из которых прибыли из России. На территории степных провинций Канады тоже селились выходцы из Великобритании и Скандинавии и русские немцы, а также украинцы. Опыт русских немцев в освоении степей оказался особенно ценным для сельского хозяйства Великих равнин. Другие значительные группы населения включали чёрных американцев, массово мигрировавших в Канзас из штатов долины Миссисипи (так называемые экзодастеры), выходцев из латиноамериканских стран, прибывавших с юга, и китайцев и японцев, прибывавших с Тихоокеанского побережья.
Первая волна миграции на Великие равнины оказалась слишком большой. Тяжёлая засуха 1930-х годов, совпавшая по времени с Великой депрессией, привела к массовому оттоку населения с Великих равнин, что в особенности коснулось мелких фермеров, чьи хозяйства пострадали от засухи наиболее сильно. Для борьбы с дальнейшими засухами в бассейне реки Миссури после Второй мировой войны были построены многочисленные водохранилища, также обеспечившие регион гидроэлектрической энергией. Ирригации в районе от Небраски до Техаса способствовала также разработка гигантского подземного водоносного горизонта Огаллала. С 1934 года началась реализация плана лесозащиты Великих равнин: высаживались лесозащитные полосы и леса для смягчения климата и борьбы с суховеями.
Основу экономики Великих равнин в начале XXI века составляет сельское хозяйство (в северных и восточных районах — богарное, вдоль русел рек — орошаемое, на юге в основном с использованием подземных вод). На Великих равнинах расположены восемь из ведущих штатов США по объёмам производимой пшеницы — Канзас, Северная Дакота, Техас, Монтана, Небраска, Колорадо, Оклахома и Южная Дакота. В Канаде ведущими производителями пшеницы также являются степные провинции. Помимо пшеницы, на Великих равнинах выращиваются кукуруза и сорго, а на юге хлопчатник и сахарная свёкла. Увеличиваются площади посевов масличных культур — подсолнечника и канолы. В более засушливых западных районах большую долю сельского хозяйства составляет пастбищное скотоводство. В регионе популярна культура «Дикого Запада», неотъемлемой частью которой являются родео и скачки.
Другой важный компонент экономики Великих равнин — горнодобывающая промышленность, основанная на богатстве местных полезных ископаемых. Техас — лидирующий штат США по объёму добычи ископаемых (в особенности нефти и природного газа), а Оклахома, Нью-Мексико, Вайоминг и Канзас занимают в этом списке высокие места. В Канаде первое место по добыче нефти и газа занимает Альберта с её битуминозными песками.
Несмотря на то, что Великие равнины в первую очередь осваивались как сельскохозяйственные земли, их сельское население (скотоводы и фермеры) остаётся сильно рассредоточенным, а около 60 % населения в начале XXI века составляют горожане. В городах, ближе к школам и другим социальным институтам, проживает и значительная часть рабочего персонала ферм. Наиболее крупные города региона — Калгари и Эдмонтон в Альберте и Денвер в Колорадо. Среди городов меньшего размера — Саскатун, Реджайна (оба — Саскачеван), Амарилло, Лаббок и Одесса (все — Техас) и Оклахома-Сити.